# Eurolaul
L'Eurolaul è stato un programma televisivo estone  di genere musicale. Creato dall'ente televisivo pubblico Eesti Televisioon (ETV), dal 2000 al 2012 è stato usato come metodo di selezione nazionale per il paese all'Eurovision Song Contest. Il format è stato successivamente sostituito dall'Eesti Laul.

## Storia
Dopo la dissoluzione dell'Unione Sovietica, l'emittente televisiva di Stato Eesti Televisioon (ETV) è entrata a far parte dell'Unione europea di radiodiffusione (UER) il 1º gennaio 1993.
Poco dopo, l'Estonia ha pianificato immediatamente la propria partecipazione all'Eurovision Song Contest; tuttavia, a causa dell'alto numero di nazioni interessate a debuttare nel concorso, la nazione ha dovuto partecipare a un concorso di pre-qualificazione (il Kvalifikacija za Millstreet). In occasione della sua partecipazione inaugurale, l'emittente ha scelto di selezionare il rappresentante nazionale tramite una selezione interna, mentre per la scelta della canzone è stata organizzata una selezione apposita, denominata Eurolaul. Così, la prima rappresentante estone, Janika Sillamaa con il brano Muretut meelt ja südametuld, ha partecipato alla pre-selezione svoltasi negli studi televisivi di RTV Slovenija, ma non è riuscita a raggiungere il podio e, di conseguenza, l'Estonia non ha potuto debuttare alla manifestazione europea.
Dal 1994, con l'effettivo debutto della nazione all'Eurovision, l'Eurolaul ha continuato a svolgere il ruolo di selezione del rappresentante nazionale.
Tutte le edizioni dell'evento si sono svolte in un'unica serata; dal 1993 al 2003, così come l'edizione del 2006, la classifica finale della competizione fu decisa da una giuria di esperti, mentre ai telespettatori fu lasciata l'opportunità di esprimere il proprio parere tramite televoto, che però non influì sulla determinazione della classifica. Nel biennio 2004-2005, invece, la classifica fu determinata considerando esclusivamente l'esito del televoto. Nel 2007 e nel 2008, la competizione si svolse in due fasi: nella prima, il televoto selezionò i tre superfinalisti, mentre nella seconda fase si scelse il vincitore tramite un secondo giro di votazioni.

## Regolamento
Le regole per la partecipazione all'Eurolaul erano le seguenti:
- possono partecipare tutti i brani non pubblicati o esibiti prima del 1º settembre dell'anno precedente;
- i brani devono avere una durata massima di 3 minuti;
- fino al 1998, tutti i brani dovevano essere scritti e cantati in lingua estone;
- i partecipanti devono avere 16 anni o devono averli compiuti entro la prima semifinale dell'Eurovision Song Contest;
- i partecipanti devono avere pubblicato precedentemente almeno un album o un altro singolo o devono aver sottoscritto un contratto discografico valido;
- cantanti e compositori possono inviare un massimo di cinque brani, ma durante la competizione gli artisti potranno gareggiare soltanto con uno;
- cantanti e compositori stranieri possono partecipare, purché collaborino con un cittadino o residente estone.

## Edizioni
| Edizione | Conduzione   | Conduzione               | Periodo          | Partecipanti | Vincitore                      | Vincitore                   | Sede               |
| Edizione | Conduzione   | Conduzione               | Periodo          | Partecipanti | Artista                        | Brano                       | Sede               |
| -------- | ------------ | ------------------------ | ---------------- | ------------ | ------------------------------ | --------------------------- | ------------------ |
| 1ª       | Mart Sander  | –                        | 20 febbraio 1993 | 1            | Janika Sillamaa                | Muretut meelt ja südametuld | ETV Studios        |
| 2ª       | Reet Oja     | Guido Kangur             | 26 febbraio 1994 | 10           | Silvi Vrait                    | Nagu merelaine              | Linnahall          |
| 3ª       | Marko Reikop | Karmel Eikner            | 27 gennaio 1996  | 13           | Ivo Linna & Maarja-Liis Ilus   | Kaelakee hääl               | Dekoltee Nightclub |
| 4ª       | Marko Reikop | Anu Välba                | 15 gennaio 1997  | 8            | Maarja-Liis Ilus               | Keelatud maa                | Linnahall          |
| 5ª       | Marko Reikop | Anu Välba                | 24 gennaio 1998  | 10           | Koit Toome                     | Mere lapsed                 | ETV Studios        |
| 6ª       | Marko Reikop | Romi Erlach              | 30 gennaio 1999  | 10           | Evelin Samuel & Camille        | Diamond of Night            | ETV Studios        |
| 7ª       | Marko Reikop | –                        | 5 febbraio 2000  | 10           | Ines                           | Once in a Lifetime          | ETV Studios        |
| 8ª       | Marko Reikop | Ilo-Mai "Elektra" Küttim | 3 febbraio 2001  | 8            | Tanel Padar, Dave Benton & 2XL | Everybody                   | ETV Studios        |
| 9ª       | Marko Reikop | Karmel Eikner            | 26 gennaio 2002  | 10           | Sahlene                        | Runaway                     | Linnahall          |
| 10ª      | Marko Reikop | Romi Erlach              | 8 febbraio 2003  | 10           | Ruffus                         | Eighties Coming Back        | ETV Studios        |
| 11ª      | Marko Reikop | Karmel Eikner            | 7 febbraio 2004  | 10           | Neiokõsõ                       | Tii                         | ETV Studios        |
| 12ª      | Marko Reikop | Eda-Ines Etti            | 5 febbraio 2005  | 9            | Suntribe                       | Let's Get Loud              | ETV Studios        |
| 13ª      | Marko Reikop | Gerli Padar              | 4 febbraio 2006  | 10           | Sandra Oxenryd                 | Through My Window           | ETV Studios        |
| 14ª      | Marko Reikop | Maarja-Liis Ilus         | 3 febbraio 2007  | 10           | Gerli Padar                    | Partners in Crime           | ETV Studios        |
| 15ª      | Marko Reikop | Eda-Ines Etti            | 2 febbraio 2008  | 10           | Kreisiraadio                   | Leto svet                   | ERR Studios        |

## All'Eurovision Song Contest
| Anno | Cantante                       | Canzone                     | Piazzamento all'ESC    | Piazzamento all'ESC    | Piazzamento all'ESC    | Piazzamento all'ESC    |
| Anno | Cantante                       | Canzone                     | Finale                 | Punti                  | Semi                   | Punti                  |
| ---- | ------------------------------ | --------------------------- | ---------------------- | ---------------------- | ---------------------- | ---------------------- |
| 1993 | Janika Sillamaa                | Muretut meelt ja südametuld | Non qualificata        | Non qualificata        | 5                      | 47                     |
| 1994 | Silvi Vrait                    | Nagu merelaine              | 24                     | 2                      | Niente semifinali      | Niente semifinali      |
| 1995 | Nessuna organizzazione         | Nessuna organizzazione      | Nessuna organizzazione | Nessuna organizzazione | Nessuna organizzazione | Nessuna organizzazione |
| 1996 | Ivo Linna & Maarja-Liis Ilus   | Kaelakee hääl               | 5                      | 94                     | 5                      | 106                    |
| 1997 | Maarja-Liis Ilus               | Keelatud maa                | 8                      | 82                     | Niente semifinali      | Niente semifinali      |
| 1998 | Koit Toome                     | Mere lapsed                 | 12                     | 36                     | Niente semifinali      | Niente semifinali      |
| 1999 | Evelin Samuel & Camille        | Diamond of Night            | 6                      | 90                     | Niente semifinali      | Niente semifinali      |
| 2000 | Ines                           | Once in a Lifetime          | 4                      | 98                     | Niente semifinali      | Niente semifinali      |
| 2001 | Tanel Padar, Dave Benton & 2XL | Everybody                   | 1                      | 198                    | Niente semifinali      | Niente semifinali      |
| 2002 | Sahlene                        | Runaway                     | 3                      | 111                    | Niente semifinali      | Niente semifinali      |
| 2003 | Ruffus                         | Eighties Coming Back        | 21                     | 14                     | Niente semifinali      | Niente semifinali      |
| 2004 | Neiokõsõ                       | Tii                         | Non qualificata        | Non qualificata        | 11                     | 57                     |
| 2005 | Suntribe                       | Let's Get Loud              | Non qualificata        | Non qualificata        | 20                     | 31                     |
| 2006 | Sandra Oxenryd                 | Through My Window           | Non qualificata        | Non qualificata        | 18                     | 28                     |
| 2007 | Gerli Padar                    | Partners in Crime           | Non qualificata        | Non qualificata        | 22                     | 33                     |
| 2008 | Kreisiraadio                   | Leto svet                   | Non qualificata        | Non qualificata        | 18                     | 8                      |

## Galleria vincitori

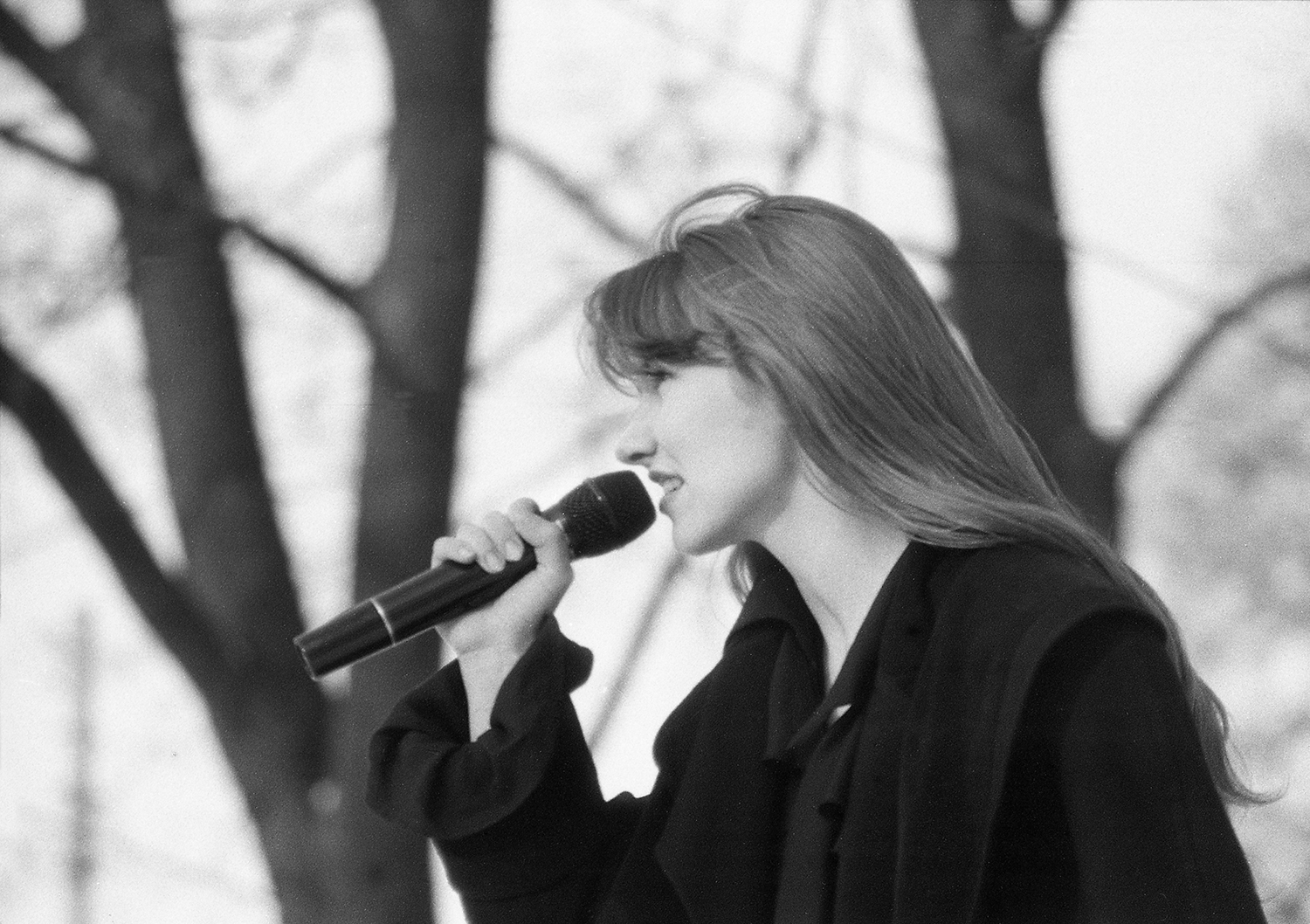
Janika Sillamaa, vincitrice dell'edizione 1993
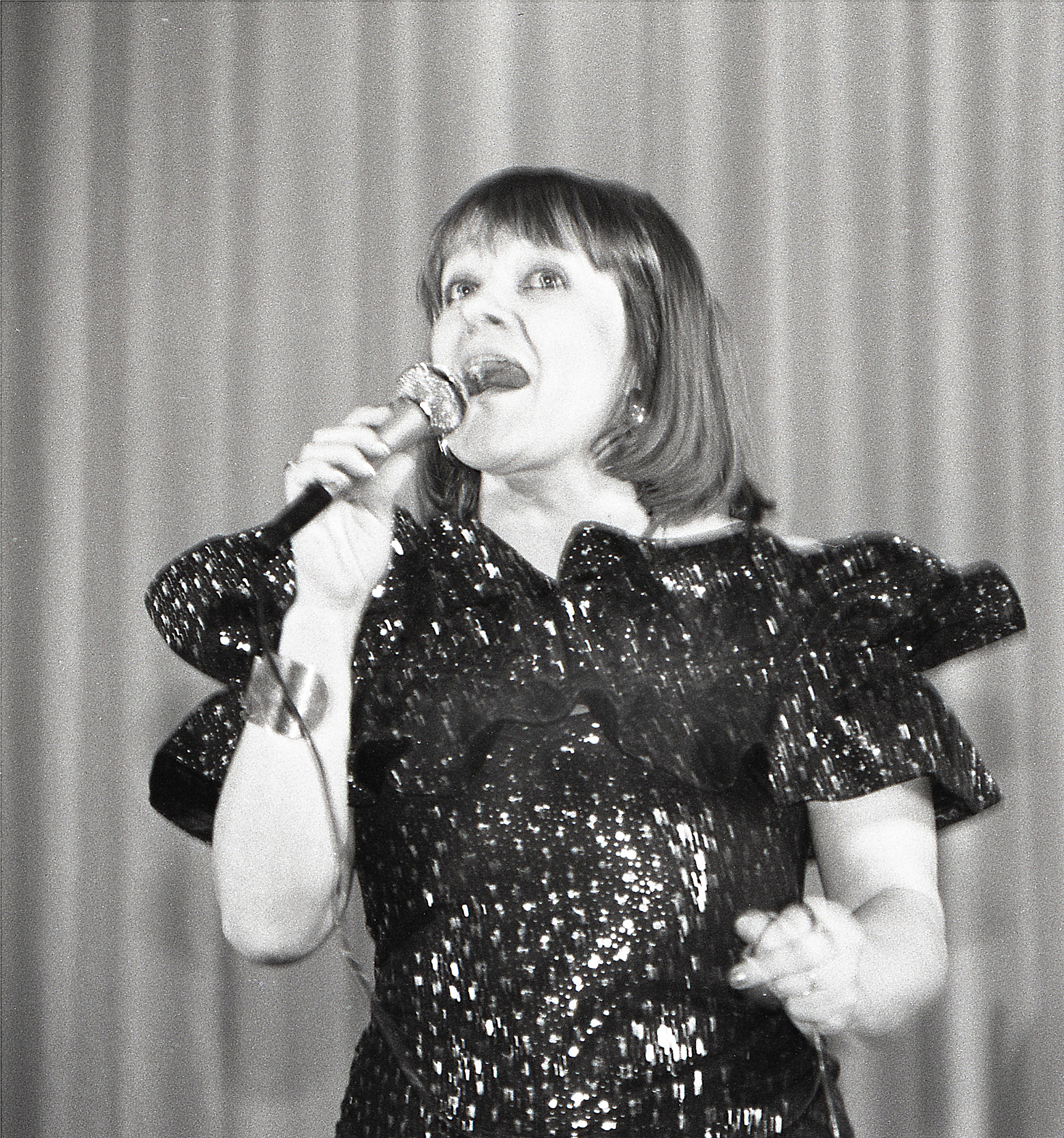
Silvi Vrait, vincitrice dell'edizione 1994
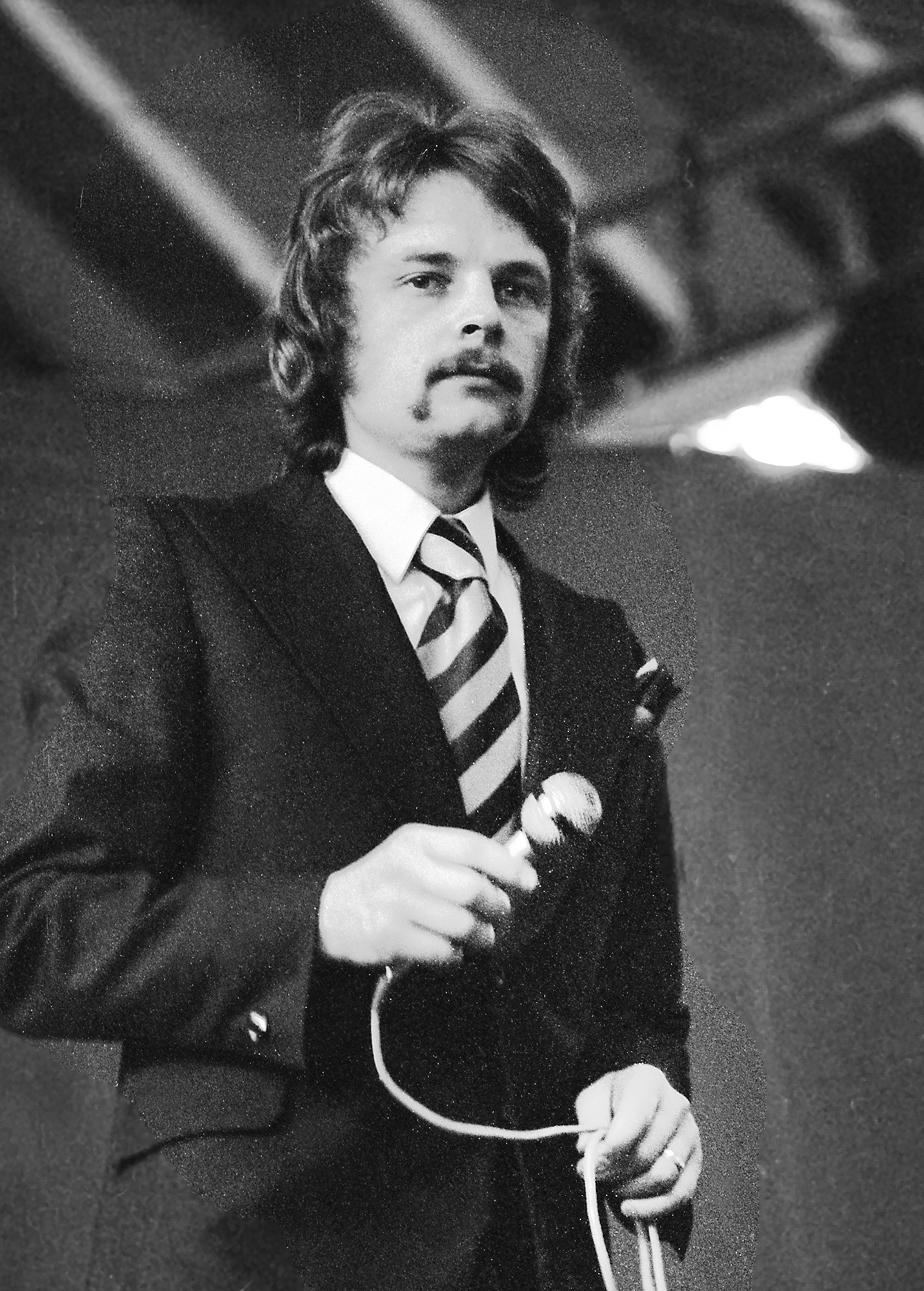
Ivo Linna, vincitore (insieme a Maarja-Liis Ilus) dell'edizione 1996
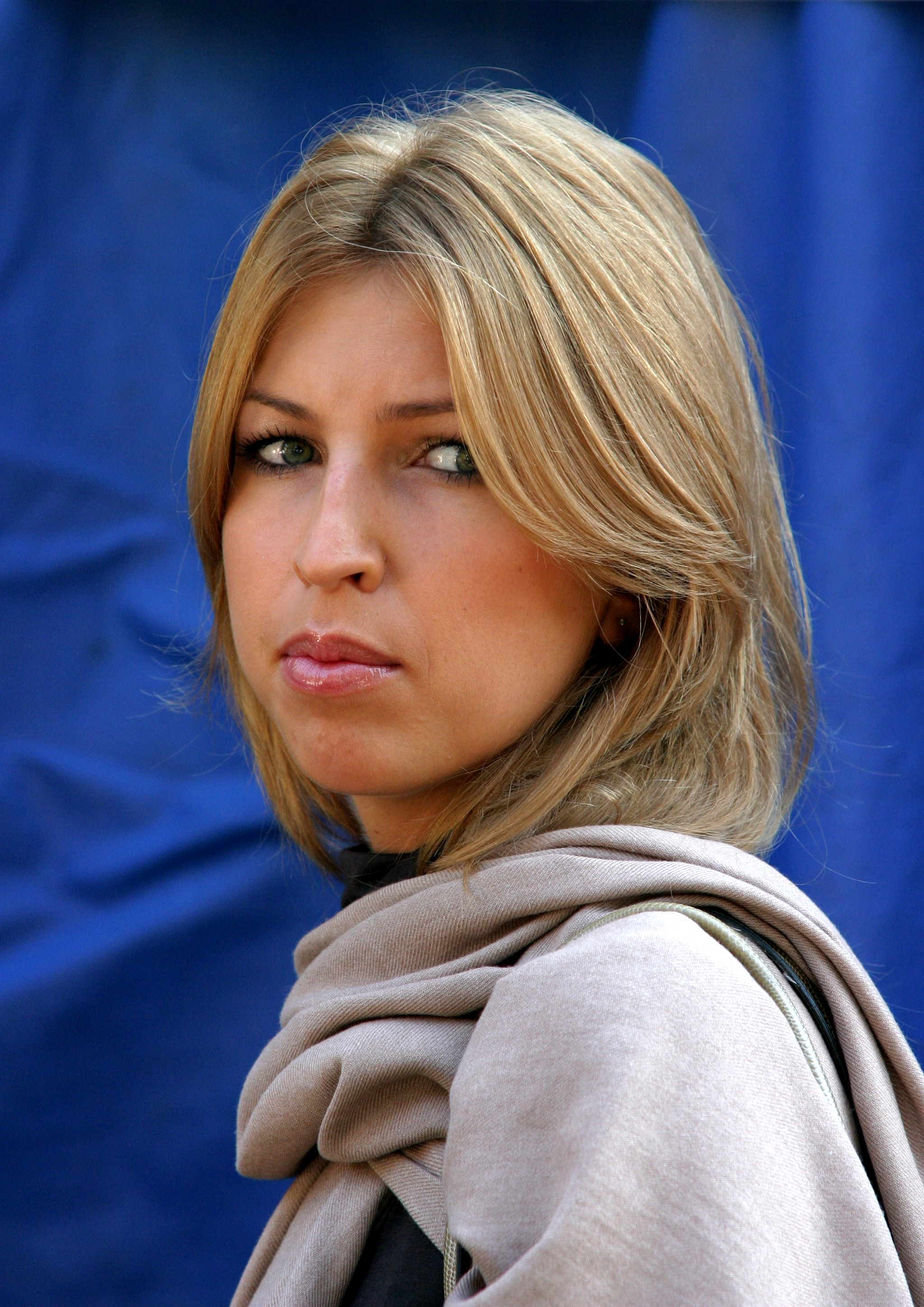
Maarja-Liis Ilus, vincitrice delle edizioni 1996 (insieme a Ivo Linna) e 1997
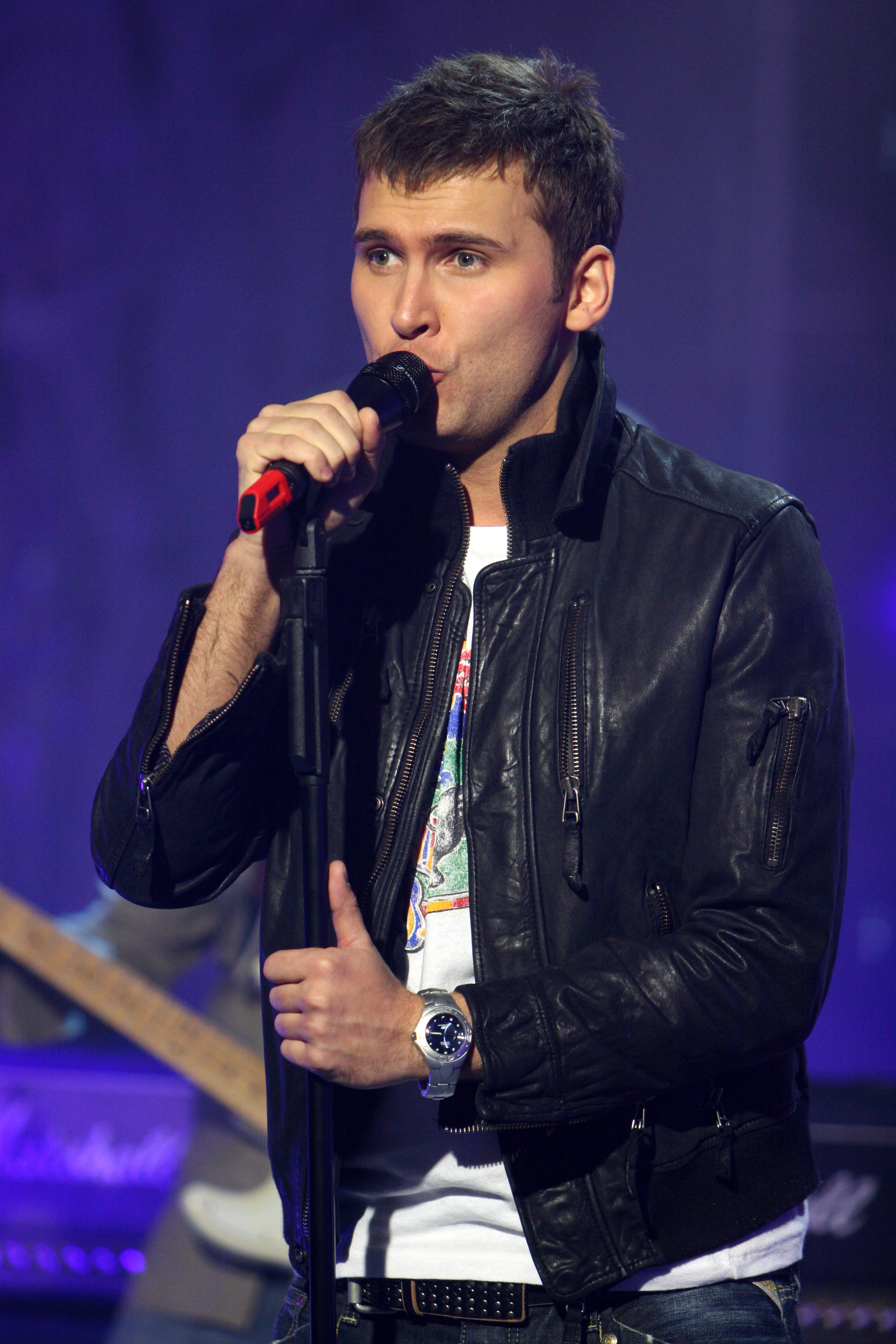
Koit Toome, vincitore dell'edizione 1998
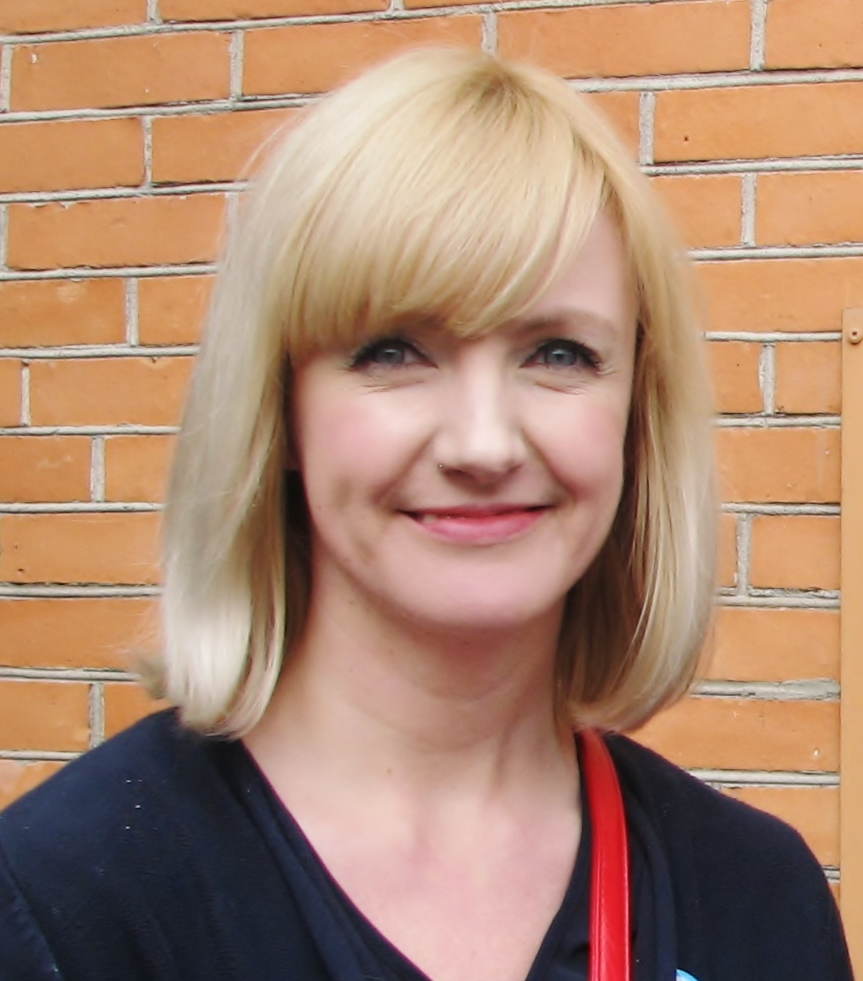
Evelin Samuel, vincitrice (insieme a Camille) dell'edizione 1999
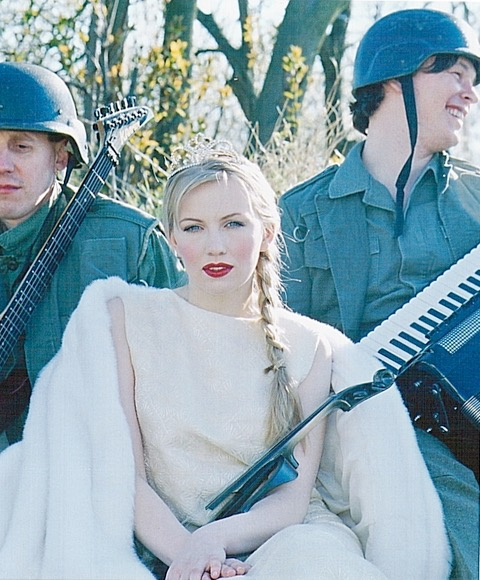
Camille, vincitrice (insieme a Evelin Samuel) dell'edizione 1999
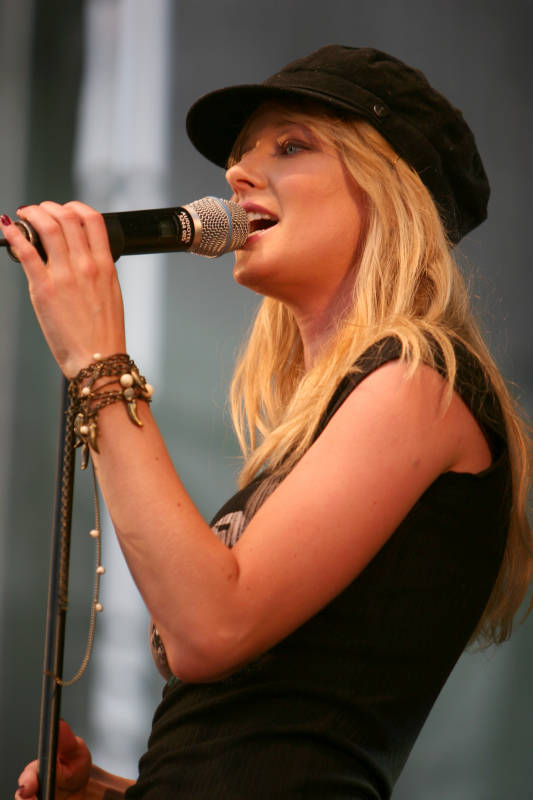
Ines, vincitrice dell'edizione 2000
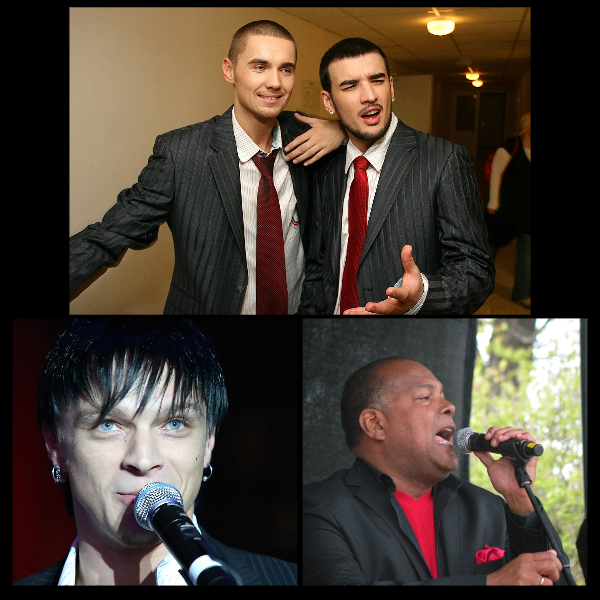
I 2XL, Tanel Padar e Dave Benton, vincitori dell'edizione 2001
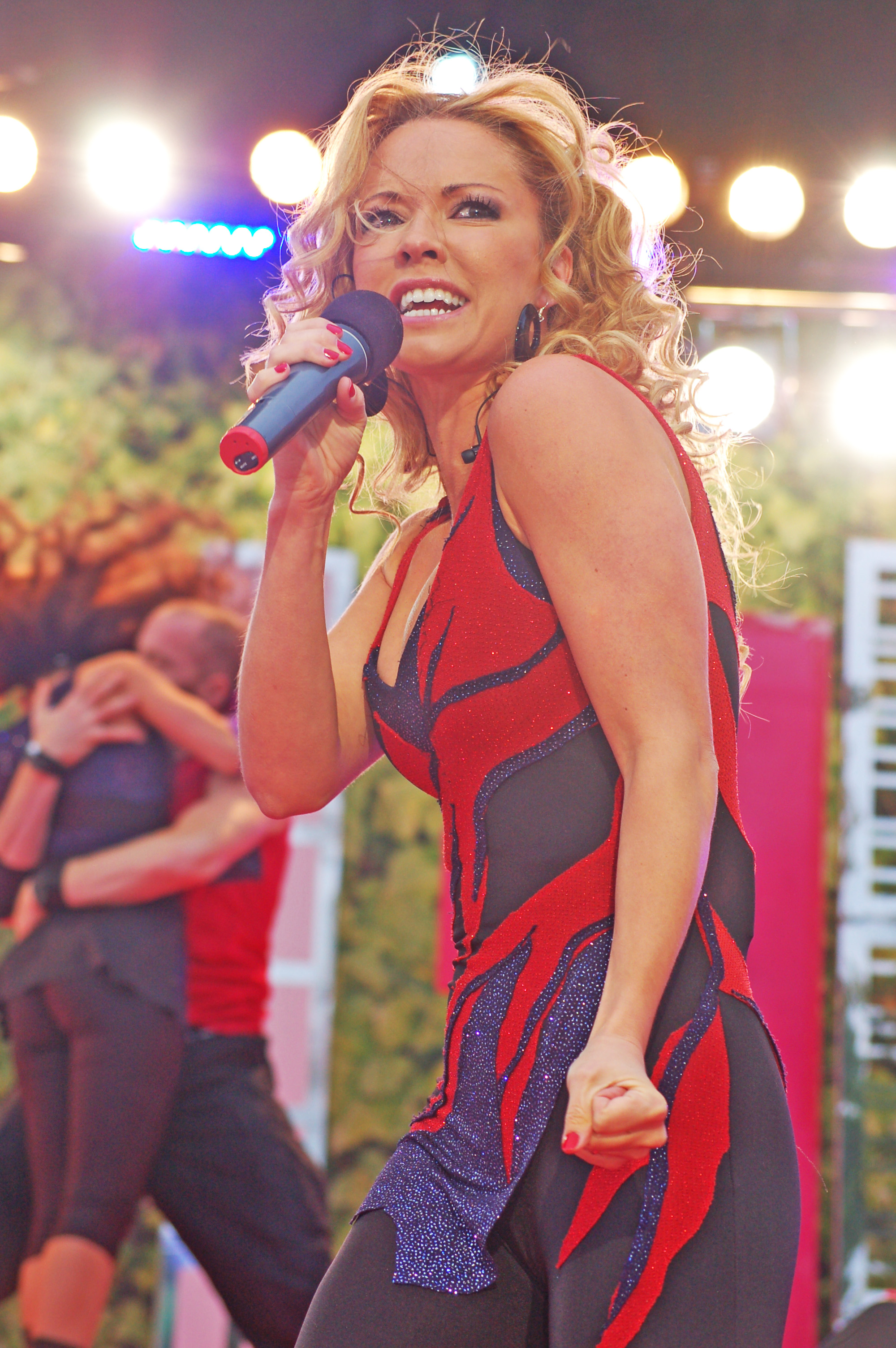
Sahlene, vincitrice dell'edizione 2002
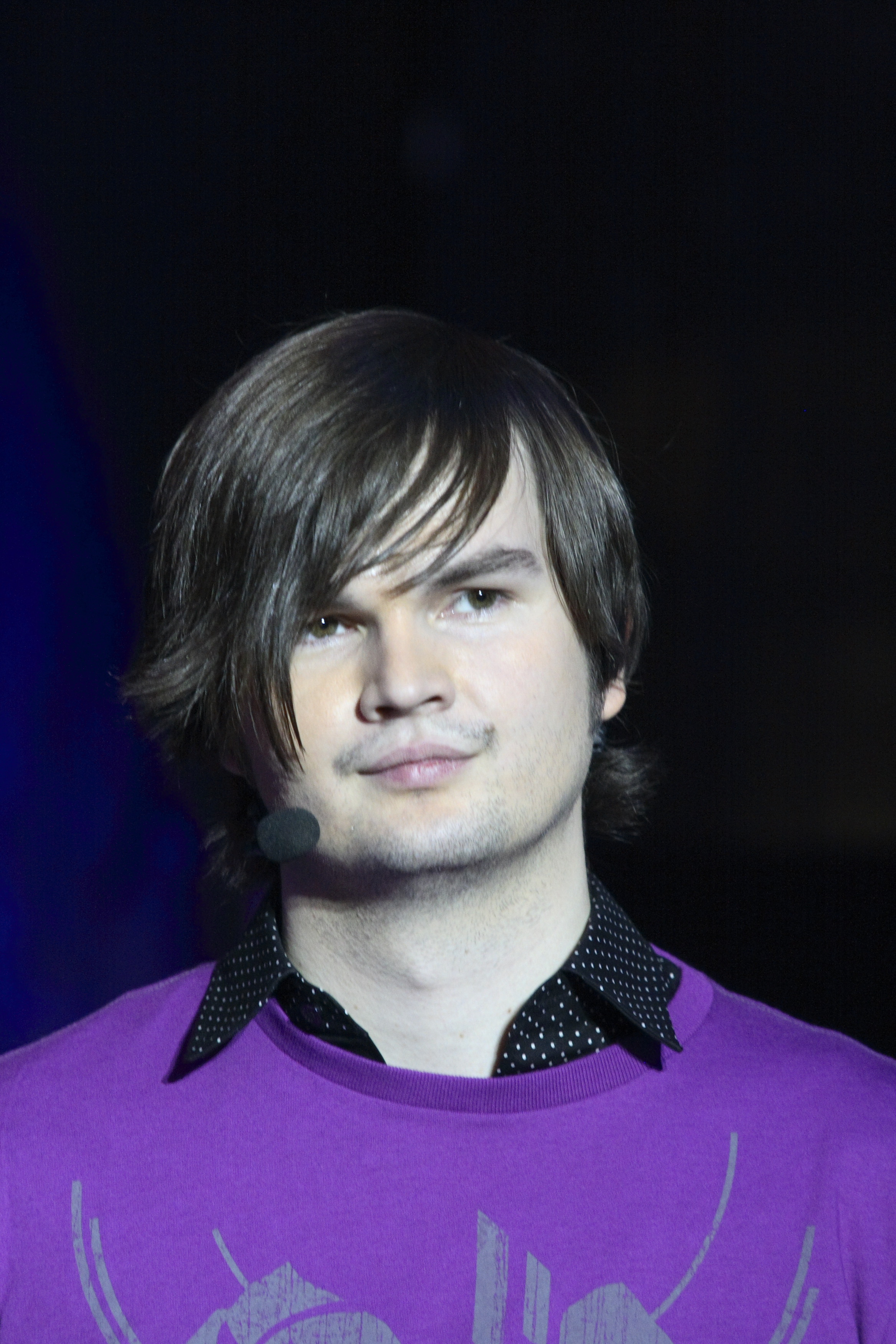
Vaiko Eplik, vincitore (come parte dei Ruffus) dell'edizione 2003
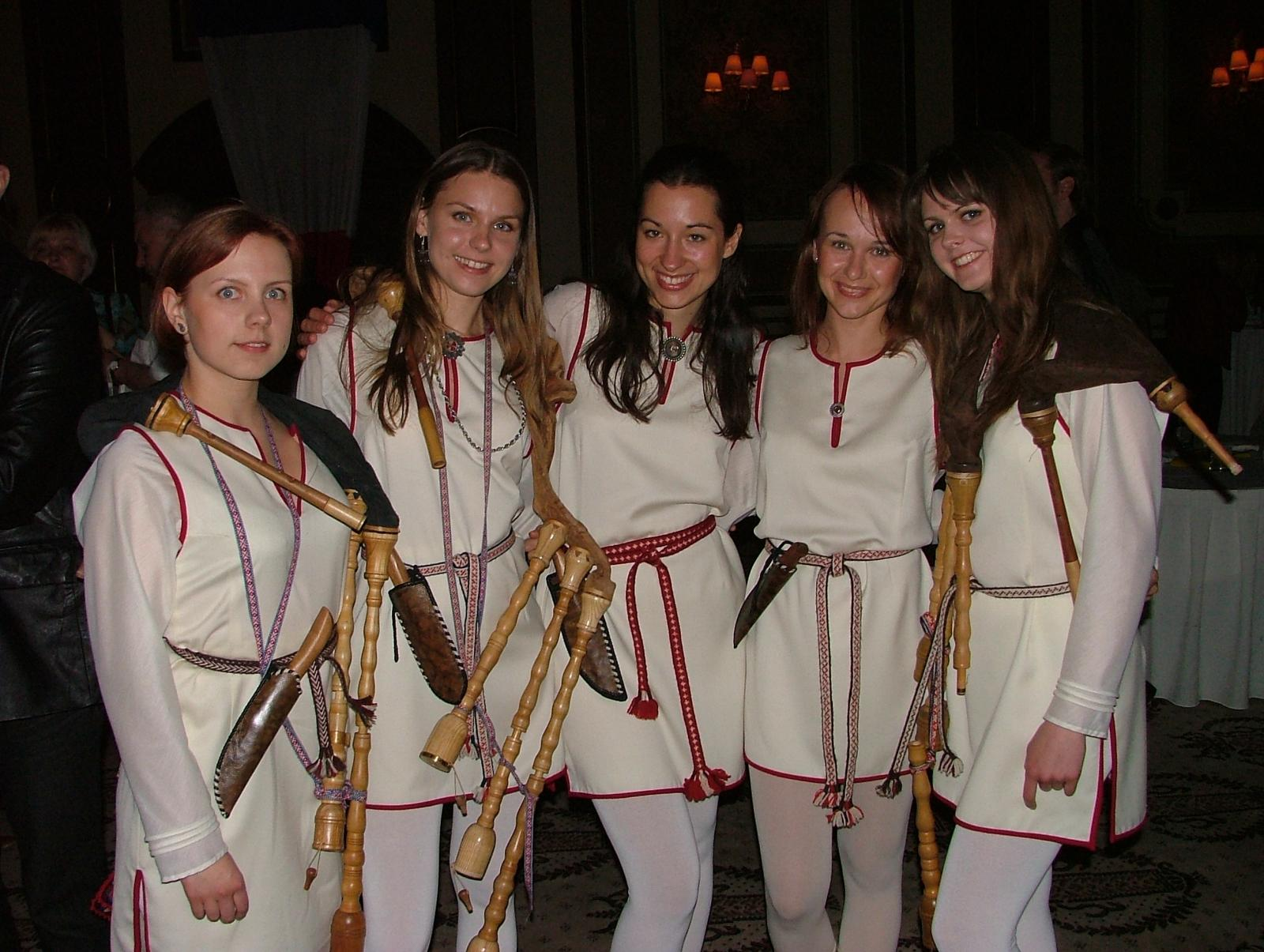
Le Neiokõsõ, vincitrici dell'edizione 2004
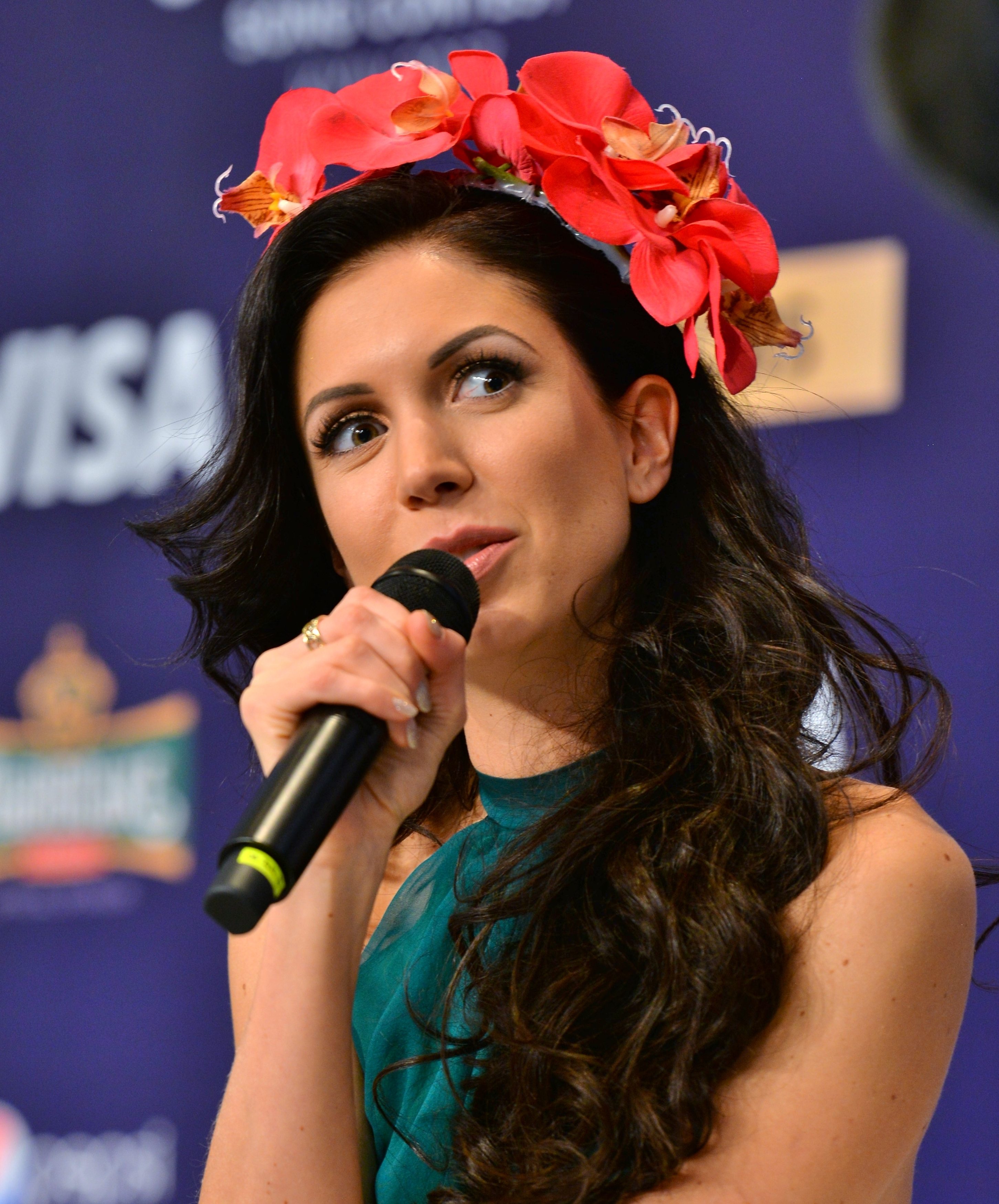
Laura Põldvere, vincitrice (come parte delle Suntribe) dell'edizione 2005
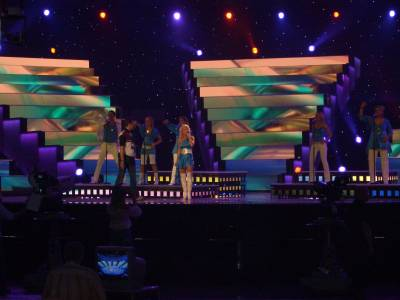
Sandra Oxenryd, vincitrice dell'edizione 2006
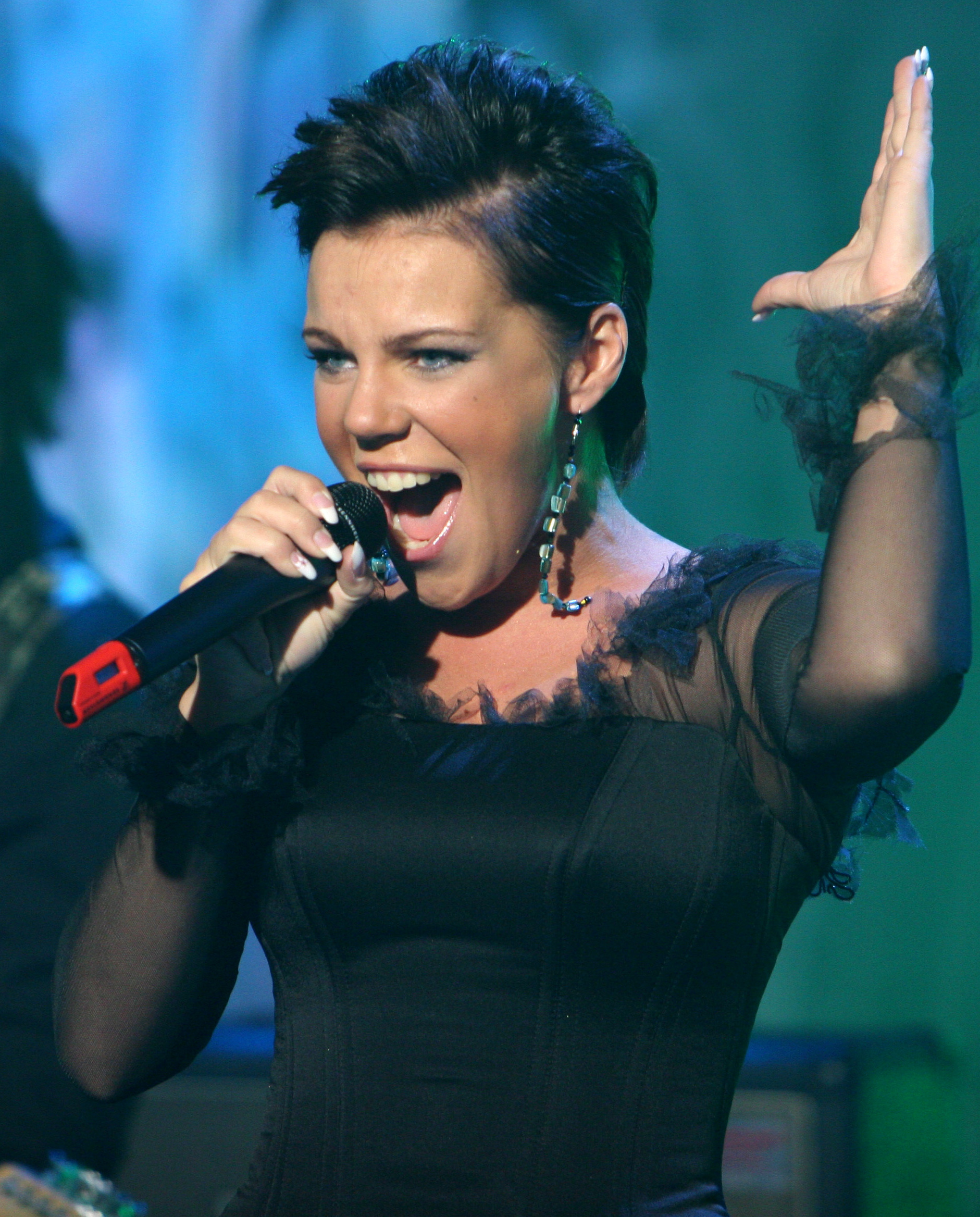
Gerli Padar, vincitrice dell'edizione 2007
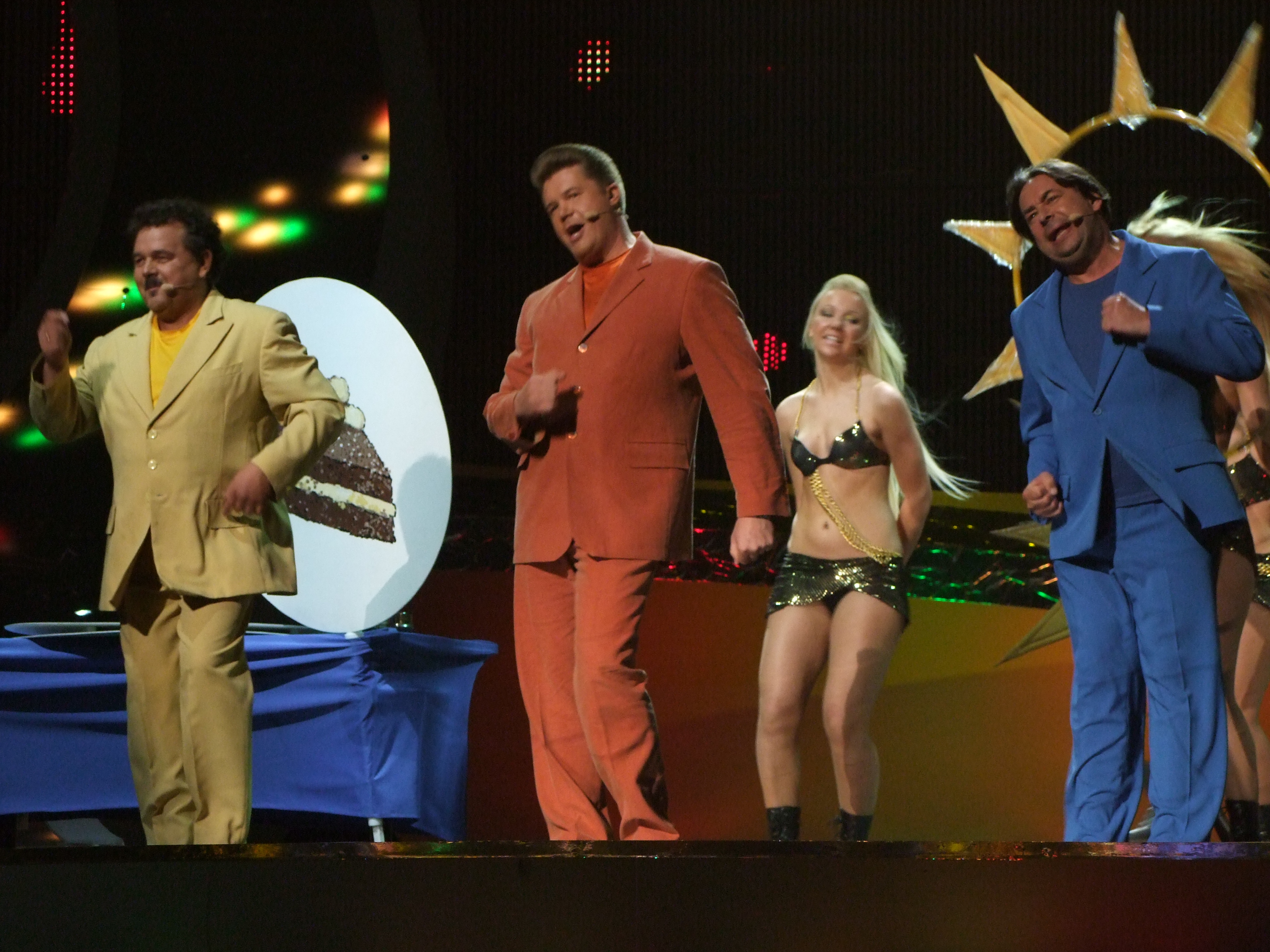
I Kreisiraadio, vincitori dell'edizione 2008